# 国際連合安全保障理事会決議155
国際連合安全保障理事会決議155（こくさいれんごうあんぜんほしょうりじかいけつぎ155、英: United Nations Security Council Resolution 155）は、1960年8月24日に国際連合安全保障理事会で採択された決議である。キプロスの国際連合への加盟申請を検討した上で、国際連合総会に対して加盟承認の勧告を全会一致で決定した。